# Junonia livia
Junonia livia är en fjärilsart som beskrevs av Hans Fruhstorfer 1912. Junonia livia ingår i släktet Junonia och familjen praktfjärilar. Inga underarter finns listade i Catalogue of Life.